# Jeanne Chevalier (Fotografin)
Jeanne Chevalier (* 11. März 1944 in Moutier, Schweiz) ist eine Schweizer Fotografin.

## Leben und Werk
Jeanne Chevalier absolvierte von 1959 bis 1962 eine Lehre als Fotografin bei Marguerite Courvoisier in Biel. Nach einem Aufenthalt an der Cité Internationale des Arts Paris arbeitete sie von 1968 bis 1969 für ein Verlagshaus in Tunesien. Später arbeitete Chevalier als freischaffende Fotografin unter anderem in Lausanne sowie nach 1983 in Biel und war hauptsächlich für die Presse tätig. In Verbindung mit Theatern und Museen dokumentierte sie zahlreiche Projekte im kulturellen Bereich. Von 1990 bis 2014 wohnte und arbeitete sie hauptsächlich in Almería und seitdem liegen ihre Schwerpunkte wieder in Biel.
Chevalier erhielt 1969, 1974 und 1982 das Bundesstipendium für Angewandte Kunst. Sie wurde 1985 mit dem zweiten Preis für Fotografie des Kantons Bern sowie 1987 mit dem Kulturpreis der Stadt Biel und dem spanischen Premio Nacional de Fotografia ausgezeichnet. Ihr Buch «See Land» wurde 1988 auf der Leipziger Buchmesse mit einer Silbermedaille als «Schönstes Buch der Welt», ihr Buch «Calas» im folgenden Jahr mit Kodak Fotobuchpreis prämiert. Wichtig für Chevalier waren auch die Teilnahmen an zahlreichen Ausstellungen im In- und Ausland.

## Publikationen (Auswahl)

### Bildbände
- mit Nicolas Grimal (Text): Lumières d’Egypte. Sud Edition, Tunis 1979.
- Vivances. Biel 1982; Zürich 1986.
- mit Marcel Schwander (Text): See Land. Editions Canal 1, Biel 1986.
- mit Christian Küchli (Text): Wurzeln und Visionen. AT-Verlag, Aarau 1992.
  - La forêt suisse. Payot, Lausanne 1992.
  - Le nostre foreste. Dadò, Locarno 1992.
- Trois histoires marocaines. 1998.

### Illustration
- mit José Angel Valente (Gedichte): Campo. Editions Canal 1, Biel 1994 (franz.); 1995 (deutsch).
- mit José Angel Valente (Gedichte): Calas. Editions Canal 1, Biel 1989; 1999.

## Belege
1. 1 2  Emma Chatelain: Chevalier, Jeanne (1944–). In: Dictionnaire du Jura (DIJU; französisch, abgerufen am 26. August 2023).
2. 1 2  Büro für Fotografiegeschichte Bern: Chevalier, Jeanne. (abgerufen am 26. August 2023)
3. 1 2  jeannechevalier.com: Jeanne Chevalier (Moutier, Suisse, 1944). Biographie. (mehrsprachig, abgerufen am 26. August 2023)

| Personendaten    | Personendaten        |
| ---------------- | -------------------- |
| NAME             | Chevalier, Jeanne    |
| KURZBESCHREIBUNG | Schweizer Fotografin |
| GEBURTSDATUM     | 11. März 1944        |
| GEBURTSORT       | Moutier, Schweiz     |